# Michael Okantey
Michael Okantey (Michael Francisco Okantey; * 30. Oktober 1939 in Accra) ist ein ehemaliger ghanaischer Sprinter.
Bei den Olympischen Spielen 1960 in Rom schied er über 200 m im Vorlauf aus.
1962 wurde er bei den British Empire and Commonwealth Games in Perth Vierter über 220 Yards und gewann Silber mit der ghanaischen 4-mal-110-Yards-Stafette. Über 100 Yards erreichte er das Halbfinale.
Bei den Olympischen Spielen 1964 in Tokio schied er über 200 m im Vorlauf und in der 4-mal-100-Meter-Staffel im Halbfinale aus.

## Persönliche Bestzeiten
- 100 m: 10,4 s, 1962
- 220 Yards: 21,1 s, 1963 (entspricht 21,0 s über 200 m)